# Plesiopanurgus
Plesiopanurgus is een geslacht van vliesvleugelige insecten uit de familie Andrenidae

## Soorten
- P. cinerarius Cameron, 1907
- P. ibex Baker, 1972
- P. richteri (Schwammberger, 1971)
- P. zizus (Warncke, 1987)